# Ляшенко, Александр Иванович
Ляшенко Александр Иванович (род. 8 сентября 1942, Красноармейский район) — советский и украинский металлург, мастер мартеновского цеха Криворожского металлургического завода «Криворожсталь» Министерства чёрной металлургии УССР, Днепропетровская область. Первый в Днепропетровской области полный кавалер ордена Трудовой Славы.

## Биография
Родился 8 сентября 1942 года в Красноармейском районе Саратовской области.
В 1944 году семья переехала в Верхнеднепровск Днепропетровской области Украинской ССР. В 1959 году окончил среднюю школу в Верхнеднепровске. 
В 1961 году окончил Днепропетровское техническое училище № 1 и получил направление на металлургический завод «Криворожсталь». В 1961—1977 годах — помощник сталевара, сталевар, в 1977 году — мастер мартеновского цеха. 
Проходил службу в Советской армии. В 1970 году поступил и в 1973 году окончил вечернее отделение Криворожского металлургического техникума по специальности «Производство стали». 
В 1981—1983 годах работал в Болгарии — обменивался опытом с металлургами на заводе в городе Перник, за что был награждён медалью «100 лет со дня рождения Георгия Димитрова».
Вышел на пенсию в 2011 году. Живёт в Кривом Роге.
На Криворожстали участвовал в освоении двухванных сталеплавильных агрегатов, в выдаче юбилейных и рекордных сверхплановых плавок, в освоении передовых форм и методов работы, новой техники и передовой технологии. Проработал на заводе более 50 лет.
Победитель соцсоревнований, ударник пятилеток. Рационализатор и наставник. Принимал активное участие в общественной жизни.

## Награды
- Почётный металлург СССР (1971);
- Орден Трудового Красного Знамени (30.03.1971);
- Орден Трудовой Славы 3-й степени (№ 44) — Указом Президиума Верховного Совета СССР от 13 сентября 1974 года;
- Орден Трудовой Славы 2-й степени (№ 3136) — Указом Президиума Верховного Совета СССР от 2 марта 1978 года;
- Медаль «100 лет со дня рождения Георгия Димитрова» (1982);
- Орден Трудовой Славы 1-й степени (№ 96) — Указом Президиума Верховного Совета СССР от 31 октября 1984 года;
- Юбилейная медаль «20 лет независимости Украины» (19 августа 2011)[3];
- Знак «За заслуги перед городом» (Кривой Рог) 1-й степени (09.08.2017)[4];
- медали.